# Kanton Amiens-5 (Sud-Est)
Kanton Amiens-5 (Sud-Est) (fr. Canton d'Amiens-5 (Sud-Est)) byl francouzský kanton v departementu Somme v regionu Pikardie. Skládal se ze dvou obcí. Zrušen byl po reformě kantonů 2014.

## Obce kantonu
- Amiens (jihovýchodní část)
- Cagny